# Логічна істина
Логічна істина є одним з фундаментальних понять логіки, та існують декілька теорій, які її обґрунтовують. Логічна істина — це твердження, яке є правильним, та залишається правильним при будь-яких інтерпретаціях або значеннях його логічних констант. Це один з типів аналітичних тверджень. Усі складові філософської логіки можна розглядати як забезпечення оцінки характеру логічної істини, а також логічного наслідку.
Логічні істини, включно з тавтологіями, є істинами, що вважаються правильними за будь-яких умов. Мається на увазі те, що вони не можуть вважатися помилковими, та не може виникнути ситуації, коли б ми відхилили цю логічну істину. Однак, загалом не узгоджено, що будь-яке твердження буде обов'язково правильним.
Деякі вчені впевнені, що логічна істина є правильним твердженням в усіх можливих світах. Але це суперечить фактам (які також можуть бути віднесені до умовних чи випадкових вимог), що будуть правильними в одному світі, бо є історично зумовленими, але будуть помилковими хоча б в одному. Висловлювання: «Якщо p i q, то p» та висловлювання: «Усі одружені люди одружені» — логічні істини, тому що правильні через властиву їм структуру, а не через зумовленість факторами. Пізніше, з появою формальної логіки, логічні істини почали вважатися правильними твердженнями за усіх можливих умов.
Поняття логічних істин було висунуте філософами–раціоналістами як заперечення емпіризму. Вони вважали неможливим пояснення наших знань про логічні істини на емпіристських засадах. Зазвичай емпіристи відповідають на це зауваження, стверджуючи, що логічні істини (які вони оцінюють як тавтології) є аналітичними та, відповідно, не передбачають повний опис світу.

## Логічна та аналітична істина
Логічні істини, які уявляють собою аналітичні твердження, не містять інформації про будь-які аспекти факту. Окрім логічних істин, існує також інший клас аналітичних тверджень, типовим прикладом якого виступає вислів: «Жоден холостяк не одружений». Характерна риса цього твердження полягає в тому, що вислів може стати логічною істиною, якщо його слова замінити їх синонімами (salva veritate). Таким чином, «Жоден холостяк не одружений» трансформується у «Жоден неодружений чоловік не одружений» (ми замінили «холостяк» на «неодружений»).
Філософ В. В.О Квайн у своєму есе «Два догмати емпіризму» ставить під сумнів різницю між логічною та аналітичною істиною. Саме другий клас аналітичних тверджень змусив його зазначити, що поняття «аналітичність» потребує роз'яснення. Така складність пов'язана із явищем синонімії. У своїх висновках Квайн заперечив, що логічні істини обов'язково мають бути правильними. Замість цього він зазначив, що дійсне значення будь-якого твердження  може бути змінене, і це також стосується логічних істин, якщо надати повторну оцінку його значення відповідно до іншого аспекту завершеної теорії. 

## Значення істинності та тавтології
Міркування щодо різних інтерпретацій одного й того ж вислову призводить до виникнення поняття значення істинності. Найпростіший підхід до поняття значення істинності полягає у тому, що твердження може бути правильним в одному випадку, та помилковим в іншому. Тавтологія — це будь-який тип формули чи вислову, який залишається правильним за усіх можливих умов (також може називатися оцінкою чи значенням, в залежності від контексту). Це синонім логічної істини.
Однак, термін «тавтологія» повсякчас використовуються для позначення того, що точніше називається істинно-функціональними тавтологіями. У той час як правильність тавтології чи логічної істини набувається через одні логічні терми, які вона містить загалом (наприклад «кожен», «деякий», «є»), то істинно-функціональна тавтологія є істиною через інші логічні терми, якими є логічні сполучники («або», «та», «ані»). Проте не всі логічні істини відносяться до правильно-функціональних тавтологій.

## Логічна істина та логічна константа
Логічні константи, а також логічні зв'язки та квантори можуть бути концептуально зведені до логічної істини. Наприклад, два твердження або більше є логічно несумісними тоді, і тільки тоді, коли їх об'єднання є логічно помилковим. Одне твердження передбачає теж саме, що й інше, за умов логічної несумісності першого зі запереченням другого. Твердження є логічно правильним тоді, і тільки тоді, коли його заперечення логічно хибне. Протилежні твердження повинні суперечити одне одному. Таким чином, всі логічні зв'язки можуть бути виражені з точки зору збереження логічної істини. Логічна форма речення визначається його смисловою чи синтаксичною структурою та розміщенням логічних констант. Логічні константи визначають, чи є твердження логічною істиною, коли вони поєднуються з мовою, що обмежує її значення. Тому, поки не буде визначено, як зробити різницю між усіма логічними константами незалежно від їх мови, неможливо дізнатися повної істинності твердження чи судження.

## Логічна істина та правила її виведення
Поняття логічної істинності тісно пов'язане з поняттям логічного виведення.

## Логічна істина та логічний позитивізм
Логічний позитивізм — це рух на початку 20 століття, який намагався звести процеси міркування науки до чистої логіки. До усього іншого, логічні позитивісти стверджували, що будь-яке твердження, яке не може бути перевірено емпірично, не є ні істинним, ні хибним, а є нісенітницею. Цей рух згасав через різні проблеми з їх підходом, серед яких було все більше усвідомлення того, що наука працює не так, як описували позитивісти. Ще одна проблема полягала в тому, що одне з улюблених гасел руху: «будь-яке твердження, яке не може бути перевірено емпірично, є нісенітницею», саме по собі не було емпірично перевірене, а отже, за власними термінами, не мало сенсу.

## Некласична логіка
Некласичною логікою називається формальна система, що істотно відрізняється від стандартних логічних систем, таких як пропозиційна та предикативна логіка. Існує декілька версій її появи, зокрема розширення, відхилення та зміни. Метою цих відгалуження є надання можливості побудови різних моделей логічного наслідку та логічної істини.